# Richfield (Ohio)
Richfield és una població dels Estats Units a l'estat d'Ohio. Segons el cens del 2000 tenia 3.286 habitants.

## Demografia
Segons el cens del 2000, Richfield tenia 3.286 habitants, 1.227 habitatges, i 952 famílies. La densitat de població era de 149,4 habitants per km².
Dels 1.227 habitatges en un 31,9% hi vivien nens de menys de 18 anys, en un 67,2% hi vivien parelles casades, en un 7,2% dones solteres, i en un 22,4% no eren unitats familiars. En el 19,1% dels habitatges hi vivien persones soles el 8,1% de les quals corresponia a persones de 65 anys o més que vivien soles. El nombre mitjà de persones vivint en cada habitatge era de 2,61 i el nombre mitjà de persones que vivien en cada família era de 2,99.
Per edats la població es repartia de la següent manera: un 23,6% tenia menys de 18 anys, un 5,1% entre 18 i 24, un 26,0% entre 25 i 44, un 28,2% de 45 a 60 i un 17,1% 65 anys o més.
L'edat mediana era de 43 anys. Per cada 100 dones de 18 o més anys hi havia 95,3 homes.
La renda mediana per habitatge era de 65.639 $ i la renda mediana per família de 70.703 $. Els homes tenien una renda mediana de 51.052 $ mentre que les dones 30.431 $. La renda per capita de la població era de 32.888 $. Aproximadament el 3,3% de les famílies i el 3,5% de la població estaven per davall del llindar de pobresa.

## Poblacions més properes
El següent diagrama mostra les poblacions més properes.